# Horní Dubňany
Horní Dubňany település Csehországban, a Znojmói járásban. Horní Dubňany Dolní Dubňany, Jamolice, Rešice, Tulešice és Dukovany településekkel határos. Lakosainak száma 286 fő (2024. január 1.).

## Népesség
A település lakosságának változását az alábbi diagram mutatja:
| Lakosok száma | 423  | 530  | 511  | 450  | 371  | 316  | 303  | 295  | 287  | 286  |
|               | 1869 | 1890 | 1921 | 1950 | 1980 | 2001 | 2017 | 2019 | 2022 | 2024 |